# Mortal Kombat (franquicia)
Mortal Kombat (comúnmente abreviado MK) es una franquicia de videojuegos de lucha uno contra uno creada por Ed Boon y John Tobias en 1992. Las cuatro primeras entregas fueron distribuidas por Midway Games y lanzadas principalmente en máquinas arcade; posteriormente estuvieron disponibles en consolas domésticas.
Los títulos de arcade fueron comprados más tarde por Acclaim Entertainment para las consolas caseras de esa época. La franquicia fue adquirida por Warner Bros en julio de 2009 y se convirtió en una parte de la Warner Bros. Interactive Entertainment. El título más reciente es Mortal Kombat: Onslaught, publicado en octubre de 2023.
Como resultado de su éxito, Mortal Kombat ha dado lugar a varias secuelas y se ha escindido en varios juegos de acción y aventura, ha tenido películas, series de televisión e historietas. La serie es conocida por su violencia gráfica, incluyendo particularmente los fatalities, un movimiento especial que para ser realizado  requiere hacer una combinación específica de botones, que posteriormente llevó a las empresas de videojuegos a crear la ESRB.
El nombre de la serie también es conocido por el uso de la letra «K» en lugar de la «C» en el título, la razón fue explicada por Ed Boon durante una entrevista:

«Sólo quería que el título fuera raro».

Los primeros juegos de la serie se destacaron por sus gráficos extremadamente realistas para su época y su uso extensivo de intercambio de paleta para crear nuevos personajes. La serie fue creada con el fin de competir con la franquicia de Street Fighter.

## Características destacadas
En su momento, Mortal Kombat atrajo mucha atención por su violencia extrema y sus gráficos digitalizados. Excepto Goro y algunos otros personajes no humanos, cada luchador era un actor humano con sus movimientos recapturados e incorporados en el juego. Este estilo gráfico terminó en Mortal Kombat 4, porque los primeros videojuegos de Mortal Kombat surgieron mucho antes de la aparición de los gráficos en 3D de las consolas de cuarta generación (Nintendo 64 y PlayStation), en la época en la que los videojuegos estaban orientados casi en su totalidad para niños y tenían en su gran mayoría nulos contenidos de violencia.
Cada luchador tiene su propia historia para participar en el torneo Mortal Kombat. Cada uno tiene sus propios movimientos de pelea cuerpo a cuerpo, algunos usan movimientos que contienen magia, armas, cuchillos, etc. Existen algunos movimientos para rematar a los rivales a punto de ser noqueados, incluyen brutales descuartizamientos, decapitaciones, incineraciones, explosiones, etc. llamados fatalities, aunque hay otras variedades como babalities (convertir al oponente en bebé), friendships (en vez de matar al oponente, se hace alguna broma o gracia), animalities (el vencedor se convierte en animal y elimina violentamente al contrincante), y  brutalities (una salvaje paliza hasta que el oponente es desmembrado). Los personajes son ya iconos de la cultura del videojuego, y se han adaptado historietas, series de televisión y películas sobre ellos. 
Cabe destacar la significativa evolución del sistema de combate desde Mortal Kombat Trilogy, que realiza movimientos y golpes, pero sin distinguir el arte marcial del luchador; esto terminó con la aparición de Mortal Kombat: Deadly Alliance.

## Videojuegos
| 1992 | Mortal Kombat                       |
| 1993 | Mortal Kombat II                    |
| 1994 |                                     |
| 1995 | Mortal Kombat 3                     |
| 1995 | Ultimate Mortal Kombat 3            |
| 1996 | Mortal Kombat Trilogy               |
| 1997 | Mortal Kombat Mythologies: Sub-Zero |
| 1997 | Mortal Kombat 4                     |
| 1998 |                                     |
| 1999 | Mortal Kombat Gold                  |
| 2000 | Mortal Kombat: Special Forces       |
| 2001 | Mortal Kombat Advance               |
| 2002 | Mortal Kombat: Deadly Alliance      |
| 2003 | Mortal Kombat: Tournament Edition   |
| 2004 | Mortal Kombat: Deception            |
| 2005 | Mortal Kombat: Shaolin Monks        |
| 2006 | Mortal Kombat: Armageddon           |
| 2006 | Mortal Kombat: Unchained            |
| 2007 |                                     |
| 2008 | Mortal Kombat: Kollection           |
| 2008 | Mortal Kombat vs. DC Universe       |
| 2009 |                                     |
| 2010 |                                     |
| 2011 | Mortal Kombat                       |
| 2011 | Mortal Kombat: Arcade Kollection    |
| 2012 | Mortal Kombat Komplete Edition      |
| 2013 |                                     |
| 2014 |                                     |
| 2015 | Mortal Kombat X                     |
| 2015 | Mortal Kombat Mobile                |
| 2016 | Mortal Kombat XL                    |
| 2017 |                                     |
| 2018 |                                     |
| 2019 | Mortal Kombat 11                    |
| 2020 | Mortal Kombat 11 Ultimate           |
| 2021 |                                     |
| 2022 |                                     |
| 2023 | Mortal Kombat 1                     |
| 2023 | Mortal Kombat: Onslaught            |
| 2024 |                                     |
| 2025 | Mortal Kombat 1: Definitive Edition |
| 2025 | Mortal Kombat: Legacy Kollection    |

| Título                              | Lanzamiento               | Plataforma original | Ports                             | Notas |
| ----------------------------------- | ------------------------- | --- | --------------------------------- | --- |
| Mortal Kombat                       | 1992                      | Arcade, DOS, Super Nintendo Entertainment System, Mega Drive, Sega Game Gear, Commodore Amiga, Sega, Mega-CD, Sega Master System, Snes. | PSP & Game Boy                    | Juego original de Mortal Kombat. |
| Mortal Kombat II                    | 1993                      | Arcade, Sega Saturn, Super Nintendo, PS1 Japón & PC                                                                                     | Gameboy                           | Secuela del primer Mortal Kombat. |
| Mortal Kombat 3                     | 1995                      | Arcade, Sega Game Gear, Master System, Mega Drive, PC & las versiones de: GameCube, PlayStation, Xbox, PS2                              | Game Boy, PSP & IOS               | Secuela de Mortal Kombat II. |
| Ultimate Mortal Kombat 3            | 1995                      | Arcade, Super NES, Sega Saturn, Mega Drive,                                                                                             | Nintendo DS                       | Actualización de Mortal Kombat 3. |
| Mortal Kombat: Arcade Kollection    | 1992 - 1993 - 1995 - 2011 | PSN, XBLA | Steam (2012) & PC (2012)          | Incluye Mortal Kombat, Mortal Kombat II y Ultimate Mortal Kombat 3 (Originalmente destinado a ser una nueva versión HD de los 3 juegos, titulado Mortal Kombat HD Arcade Kollection).                    |
| Mortal Kombat Trilogy               | 1996                      | PS1 y Nintendo 64 | Game.com, Saturn, Windows, R-Zone | Expansión de Ultimate Mortal Kombat 3 para incluir más elementos de los dos juegos anteriores. |
| Mortal Kombat Mythologies: Sub-Zero | 1997                      | PS1 y Nintendo 64 | No disponible                     | Acción y aventura spin-off sobre Sub-Zero. Precuela del primer Mortal Kombat. |
| Mortal Kombat 4                     | 1997                      | Arcade, PS1, Nintendo 64, PC | Game Boy Color                    | Primer juego en 3D. |
| Mortal Kombat Gold                  | 1999                      | Dreamcast | No disponible                     | Actualización de Mortal Kombat 4. |
| Mortal Kombat: Special Forces       | 2000                      | PS1 | No disponible                     | Acción y aventura spin-off sobre Jax. Precuela del primer Mortal Kombat. |
| Mortal Kombat Advance               | 2001                      | GBA | No disponible                     | Versión para Game Boy Advance de Ultimate Mortal Kombat 3. |
| Mortal Kombat: Deadly Alliance      | 2002                      | PS2, NGC, Xbox | GBA (2003)                        | Secuela de Mortal Kombat 4. |
| Mortal Kombat: Tournament Edition   | 2003                      | No disponible | GBA                               | Versión de GBA de Deadly Alliance. |
| Mortal Kombat: Deception            | 2004                      | PS2, NGC & Xbox | No disponible                     | Secuela de Deadly Alliance. |
| Mortal Kombat: Shaolin Monks        | 2005                      | PS2, Xbox | No disponible                     | Acción y aventura spin-off sobre Liu Kang y Kung Lao durante eventos entre Mortal Kombat y Mortal Kombat II.                                                                                             |
| Mortal Kombat: Unchained            | 2006                      | No disponible | PSP                               | Versión de PSP de Deception. |
| Mortal Kombat: Armageddon           | 2006 y (2007)             | PS2, Xbox y Wii | No disponible                     | Secuela de Deception y el título final de la serie principal inicial. |
| Mortal Kombat: Kollection           | 2008                      | PS2 | No disponible                     | Incluye Deception, Shaolin Monks y Armageddon. |
| Mortal Kombat vs. DC Universe       | 2008                      | PS3, 360 | No disponible                     | Título de cruce no canónica |
| Mortal Kombat (2011)                | 2011                      | PS3, 360 & PC | PS Vita (2012)                    | Combinación con la historia original de Mortal Kombat, Mortal Kombat II y Mortal Kombat 3. |
| Mortal Kombat Komplete Edition      | 2012                      | PSN, XBLA | PC (2013)                         | Actualización de Mortal Kombat (2011). |
| Mortal Kombat X                     | 2015                      | PC, PS4, Xbox One | No Disponible                     | Secuela del juego de 2011. Combinación con la historia original de Mortal Kombat 4 y Mortal Kombat Gold.                                                                                                 |
| Mortal Kombat Mobile                | 2015                      | Android, iOS, iPadOS | No Disponible                     | Versión móvil de Mortal Kombat X, este juego móvil gratuito ha recibido actualizaciones hasta bien entrada la década de 2020.                                                                            |
| Mortal Kombat XL                    | 2016                      | PC, PS4, Xbox One | No Disponible                     | Edición completa de Mortal Kombat X. |
| Mortal Kombat 11                    | 2019                      | PS4, Xbox One, Nintendo Switch y PC | Nintendo Switch                   | Se trata de la undécima entrega principal de la franquicia Mortal Kombat y la secuela de Mortal Kombat X lanzado en 2015.                                                                                |
| Mortal Kombat 11 Ultimate           | 2020                      | PS4, Xbox One, Nintendo Switch, PC, PS5 y Xbox Series X\|S                                                                              | Nintendo Switch                   | Edición completa de Mortal Kombat 11. |
| Mortal Kombat 1                     | 2023                      | PS5, Xbox Series X\|S, Nintendo Switch y PC                                                                                             | No Disponible                     | Se trata del videojuego más reciente que comprende el segundo reinicio de la franquicia de Mortal Kombat.                                                                                                |
| Mortal Kombat: Onslaught            | 2023                      | Android y iOS | No Disponible                     | Cuarto de cuatro juegos derivados, de género rol de acción y aventuras. Ambientado en una línea temporal alternativa entre Mortal Kombat X y Mortal Kombat 11. Cerrado e inaccesible en octubre de 2024. |
| Mortal Kombat 1: Definitive Edition | 2025                      | PS5, Xbox Series X\|S, Nintendo Switch y PC                                                                                             | No Disponible                     | Edición completa de Mortal Kombat 1. |
| Mortal Kombat: Legacy Kollection    | 2025                      | PS4, Xbox One, PS5, Xbox Series X/S, Nintendo Switch, Nintendo Switch 2, y PC                                                           | No Disponible                     | Compilación de videojuegos de la franquicia. |

## Otros medios

### Películas
- Mortal Kombat (1995)
- Mortal Kombat: Aniquilación (1997)
- Mortal Kombat (2021)
- Mortal Kombat 2 (2025)

### Películas animadas
- Mortal Kombat: El viaje comienza (1995)
- Mortal Kombat Leyendas: La venganza de Scorpion (2020)
- Mortal Kombat Leyendas: La batalla de los reinos (2021)
- Mortal Kombat Leyendas: Frío y penumbra (2022)
- Mortal Kombat Legends - Cage Match (2023)

### Series animadas
- Mortal Kombat: Defenders of the Realm

### Serie de televisión
- Mortal Kombat: Konquest
- Mortal Kombat: Legacy

## Sagas
No se confirmó de manera oficial, pero entre los diferentes juegos y sus representaciones tanto en la pantalla chica como en la grande, hay una línea basada en un enemigo o invasión en común. Recordar que los juegos siguen una línea de sucesos continuos.
| Saga                       | Juegos implicados | Resumen | Medios relacionados |
| -------------------------- | --- | --- | --- |
| Primer trilogía            | - Mortal Kombat (1992) - Mortal Kombat II - Mortal Kombat 3 - Ultimate Mortal Kombat 3 - Mortal Kombat Trilogy                                         | Centrada en el Mortal Kombat definitivo para que el Outworld tome el control de la Tierra después de haber ganado 9 torneos seguidos en el pasado. Tras enterarse de la derrota de Shang Tsung a manos de Liu Kang, Shao Kahn, el emperador del Outworld convoca un torneo en dicho reino para deshacerse de los competidores, y al fallar nuevamente, decide invadir la tierra usando como detonante la resurrección de la Reina Sindel | Películas: - Mortal Kombat (1995) - Mortal Kombat: Annihilation (1997) - Mortal Kombat (2021) - Mortal Kombat Legends: Scorpion's Revenge (2020) - Mortal Kombat Legends: Battle of the Realms (2021) - Mortal Kombat Legends: Snow Blind (2022) Series: - Mortal Kombat: Defenders of the Realm (1996) - Mortal Kombat: Legacy(2011) |
| Invasión de Shinnok        | - Mortal Kombat 4 - Mortal Kombat Gold | Tras la derrota definitiva de Shao Kahn, el Dios Anciano caído Shinnok logra escapar del Netherrealm (Infierno) gracias al hechicero Quan Chi y decide invadir la Tierra para iniciar su venganza contra los Dioses Antiguos. | |
| Segunda trilogía           | - Mortal Kombat: Deadly Alliance - Mortal Kombat: Tournament Edition - Mortal Kombat: Deception - Mortal Kombat: Unchained - Mortal Kombat: Armageddon | Shinnok es confinado nuevamente al Netherrealm, pero Quan Chi logra escapar, forjando una alianza con Shang Tsung para revivir al ejército de Onaga, el Rey Dragón, matando a Liu Kang en el proceso. Pero Onaga resurge y clama por su ejército, derrotando a la Deadly Alliance y a Raiden, pero es derrotado por otro shaolin: Shujinko. El calor de las batallas hace que el elemental Blaze decida concretar el plan para el que fue diseñado: traer el Armageddon y evitar que los constantes combates dañen la existencia | |
| Tercer trilogía (Reinicio) | - Mortal Kombat (2011) - Mortal Kombat X/XL - Mortal Kombat 11                                                                                         | Shao Kahn, el vencedor supremo del Armageddon esta a punto de matar a Raiden, pero este manda un mensaje a su yo del pasado para prevenir esto. El Raiden del pasado modifica los hechos de la primera trilogía, llevando a la derrota definitiva de Shao Kahn a costo de la muerte de varios peleadores, entre ellos Liu Kang. Shinnok aprovecha las consecuencias e invade la tierra en dos ocasiones, siendo repelido por los Cage (Johnny y su hija Cassie). Pero todo resultó ser un plan de Kronika, titánide del tiempo, la cual distorsiona la realidad regresando al momento del Mortal Kombat en el Outworld para obtener la Corona del Tiempo y reescribir la historia moldeando las Arenas del Tiempo | Cómic: - Mortal Kombat X |

## Controversias
Esta serie es conocida como una de las más controvertidas de las últimas décadas. El juego muchas veces presenta sangre y movimientos brutales así como desnudez parcial. En Mortal Kombat (2011) se desató una polémica sexista por los personajes femeninos que se encontraban supuestamente "semidesnudas" y con cuerpos voluptuosos, además de tener roles torpes y poco importantes para la trama, en Mortal Kombat X esto fue corregido, pues las mujeres llevan ropa menos reveladora así como una notable disminución en sus atributos trayendo consigo roles protagónicos para la historia.

### Violencia
La violencia ha sido un factor muy polémico en la serie. John Tobias y Ed Boon crearon el primer juego con la finalidad de competir con la serie de videojuegos de Capcom, Street Fighter, sin embargo el suyo resultó ser mucho más violento que los de Capcom, presentando desmembramientos, envenenamientos, ataques con armas, sustancias nocivas y canibalismo, entre otras cosas. 
Este primer videojuego fue duramente censurado en sus versiones caseras para videoconsola (SEGA Master System, SEGA Mega Drive/Genesis, Super Nintendo y las consolas portátiles Game Boy y SEGA Game Gear), siendo la sangre eliminada, mientras que los "fatalities" tuvieron una degradación de violencia, o directamente fueron cambiados. Las versiones para videoconsolas de SEGA ocultaban un código que permitía activar la sangre, mientras que la política de Nintendo of America en aquel entonces negó la posibilidad de dicho código en sus consolas (curiosamente, la versión de SEGA MEGA-CD incluía un código para desactivar la sangre en lugar de activarla, siendo la única versión para videoconsola de SEGA sin censura). Por otro lado, los ports para PC (Commodore Amiga e IBM PC) no incluían ninguna clase de censura, siendo más fieles a sus versiones originales.
El juego causó un gran impacto por las familias norteamericanas y las agencias de videojuegos intentaron buscar una solución al problema, para lo que crearon el sistema de clasificaciones ESRB que se encargaría de evaluar los juegos.
Varias compañías de juegos han repetido que la saga no es para un público familiar. La única versión que llega a lo más parecido es Mortal Kombat VS. DC Universe, siendo el primer videojuego de la franquicia clasificado T(Teen +13) por exigencia de Warner Bros para otorgar la licencia de los personajes de DC Comics. Sin embargo, en 2011 se presentó el noveno videojuego, regresando con los famosos fatalities, babalities y los ahora implementados "X-Ray", los cuales consistían en una serie de ataques brutales al rival con la inclusión de rayos X que permitían ver que áreas eran dañadas. Se podían ver fracturas, perforación de órganos y hemorragias.[cita requerida]

### Censura
Para evitar la prohibición del videojuego en varios países los desarrolladores optaron por ciertas modificaciones. El juego se vio forzado a incluir opciones que deshabilitaban la sangre y fatalities, siendo Nintendo la empresa que lo hizo primero. Sega no lo censuró, sino que solo lo ocultó mediante un código que tenía que investigarse, gracias a lo que la consola de la compañía ganó muchas más ventas. 
En Australia, durante unos años, se optó por cancelar la distribución de videojuegos de Mortal Kombat. Años después, la saga volvió al país.